# Deutsche Saatzucht Gesellschaft (DSG)

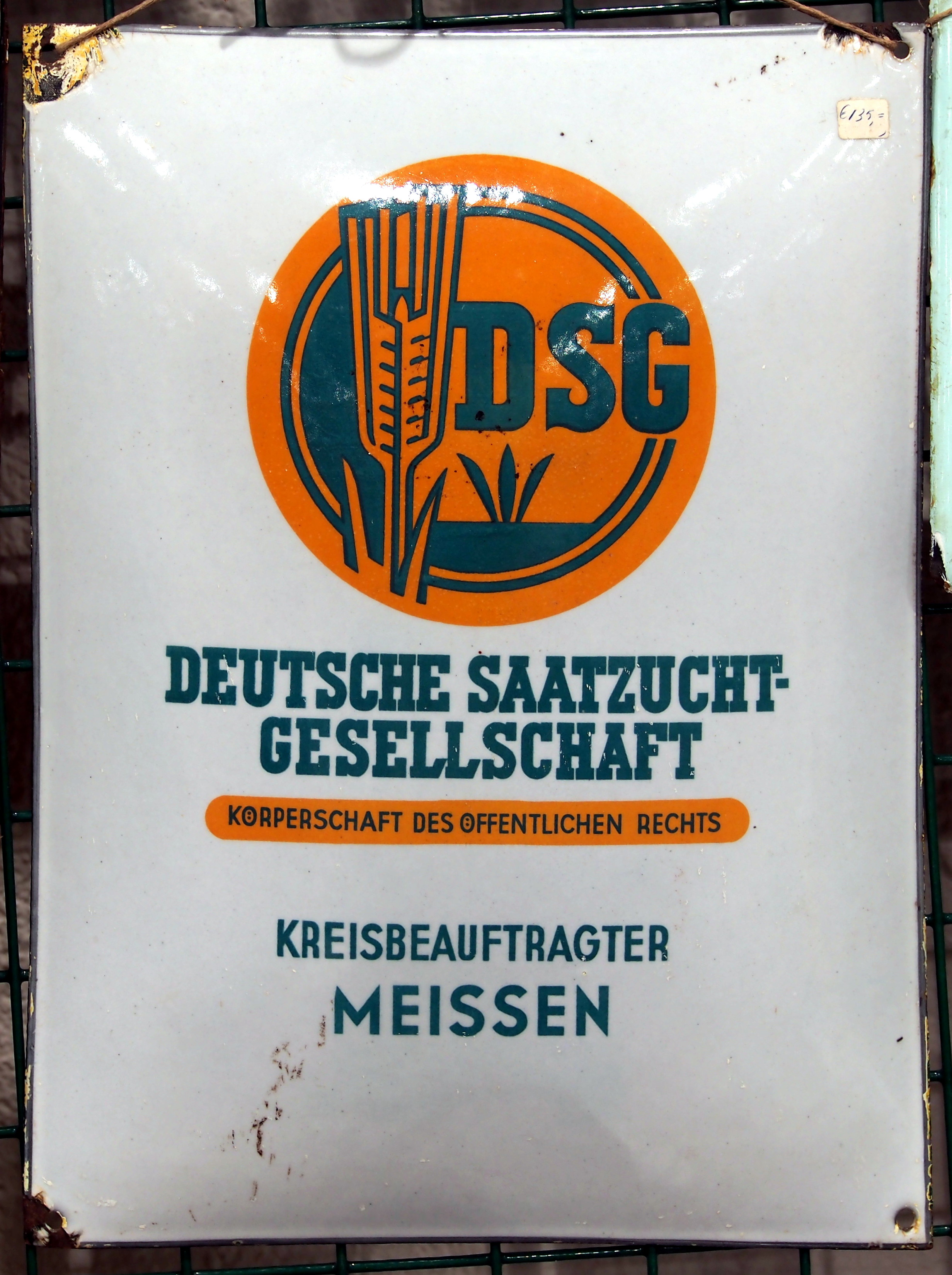
DSG-Firmenschild aus den 1950er Jahren mit DSG Warenzeichen

Die Deutsche Saatzucht Gesellschaft (DSG) war eine Vereinigung aller durch die Bodenreform in der Sowjetischen Besatzungszone ab 1945 verstaatlichten, großen Betriebe mit der Produktionsrichtung Pflanzenzüchtung und Produktion von Saat- und Pflanzgut.
Sie wurde auf der Grundlage des Befehls Nr. 58 der SMAD im Februar 1946 in Berlin gegründet und am 1. März 1946 auf einer Tagung der landwirtschaftlichen Zentralverwaltung, einer Vorläuferorganisation der Deutschen Wirtschaftskommission, in Quedlinburg proklamiert. Ziel war es die zahlreichen nun verstaatlichten Saatgutproduktions- und Handelsbetriebe unter eine straffe staatliche Führung und Kontrolle zu stellen, die Pflanzenzüchtung insgesamt zur Staatsaufgabe zu machen und eine zentrale Saatgut-Handelsorganisation zu schaffen.
Die Deutsche Saatzucht-Gesellschaft hatte mit der Gründung ihren zentralen Sitz in Ost-Berlin mit fünf Zweigstellen in den zukünftigen Ländern der späteren DDR: in Schwerin, Potsdam, Halle, Weimar, Dresden.
In Quedlinburg, dem historisch gewachsenen Zentrum der Pflanzenzüchtung und Saatgutvermehrung in Deutschland, befanden sich mit vor dem Krieg weltweit bekannten Zuchtbetrieben die wichtigsten und größten der verstaatlichten Saatzuchtbetriebe. Deshalb lag hier auch von Anfang an ein Zentrum der neuen DSG-Betriebe. Aus der Gebr. Dippe AG mit bisher über 2.500 Mitarbeiten wurde DSG Betrieb I, aus der Fa. Heinrich Mette der DSG Betrieb II und aus der Fa. Rudolph Schreiber & Söhne der DSG Betrieb III. Im Jahre 1947 wurde als wissenschaftliche Einrichtung der DSG in Quedlinburg auch ein Züchtungsinstitut gegründet. In dieser Forschungseinrichtung konnten unter der Leitung des Züchtungsbiologen Gustav Becker die Zuchtarbeiten der verschiedenen verstaatlichten Betriebe zusammengefasst und weitergeführt werden. Dieses Institut wurde zum Vorläufer des späteren Instituts für Züchtungsforschung der Akademie der Landwirtschaftswissenschaften der DDR.
In den Betrieben der damaligen Deutschen Saatgut-Gesellschaft waren mehr als 14.000 Mitarbeiter tätig.
1948 wurde ein DSG-Warenzeichen eingeführt, das in abgewandelter Form bis in die Gegenwart Verwendung findet.
Ab 1950 erfolgte eine größere Reorganisation durch die Herauslösung aller Neuzüchtungsaufgaben und ihrer Zuordnung zur 1951 gegründeten Deutschen Akademie der Landwirtschaftswissenschaften (DAL). Des Weiteren wurden alle Handelsbetriebe einer Deutschen Saatgut-Handelszentrale (DSG-HZ) zugeordnet. Die Saatzuchtgüter, einschließlich ihrer Saatzuchtstationen, wurden zu VEG Saatzucht umgewandelt und den jeweils auf Landesebene tätigen Vereinigungen Volkseigener Güter (VVG), bzw. 1955 direkt einer Abteilung Saatzuchtgüter im Ministerium für Landwirtschaft der DDR unterstellt.
Im Auftrag der DSG-HZ wurde in der damaligen Zeit, in über 58.000 Betrieben, fast die gesamte Vermehrung vertraglich organisiert und nahezu das gesamte Land mit landwirtschaftlichem und gärtnerischem Saat- und Pflanzgut versorgt.
Ab 1958 wurden alle Betriebe, die ursprünglich in der Deutschen Saatzucht-Gesellschaft zusammengefasst waren, mit Ausnahme der nun der ADL zugeordneten Züchtungsinstitute, einer neu gebildeten Vereinigung Volkseigener Betriebe (VVB) Saat- und Pflanzgut zugeordnet. Die VVB hatte ihren Sitz in Ost-Berlin, ab 1963 in Quedlinburg.
Seit 1959 wurden alle inzwischen 79 regionalen DSG-Handelsbetriebe in 14 DSG-Betrieben zusammengefasst, die in der Regel in der jeweiligen Bezirksstadt ihren Sitz bekamen. Hinzu kamen ein DSG-Spezialbetriebe für Zuckerrübensaatgut in Klein Wanzleben (Börde) und ein DSG-Spezialbetrieb für gartenbauliches Saat- und Pflanzgut in Quedlinburg, sowie ein DSG-Betrieb für Import/Export in Berlin.
Ab 1972 wurde im Rahmen der Teilung Deutschlands der Begriff und das Warenzeichen DSG, in dem noch das Wort „Deutsche“ steckte durch den neuen Begriff und das neue Warenzeichen VSB ersetzt. VSB bedeutete nun: Volkseigene Saatgutbetriebe der DDR. Aus den 17 DSG-Betrieben wurden jetzt VEB Saat- und Pflanzgut.
Mit der politischen Wende in der DDR erfolgte 1990, in Vorbereitung der Privatisierung des staatlichen Wirtschaftszweiges, die Neugründung einer Deutschen Saatzucht AG mit Sitz in Quedlinburg, die auch das alte DSG-Warenzeichen von 1948 wieder führte. In dieser DSG-AG waren alle staatlichen Saatgutproduktions- und Handelsbetriebe (nun als GmbH) vereinigt. Mit der schrittweisen Privatisierung der Einzelbetriebe durch die Treuhandanstalt erlosch diese Deutsche Saatzucht-AG 1999. 
Ein ehemaliger DSG-Teilbetrieb für Im- und Export in Berlin führt heute als Deutsche Saatgut Gesellschaft GmbH (DSG) noch den alten DSG-Namen und ein nun etwas verändertes DSG-Warenzeichen. Er verwaltet und vermarktet als internationales Lizenz-Büro die Sorten-Lizenzen aus der Zeit der DSG in der DDR.